# 楊秀惠
楊秀惠（英語：Vivien Yeo Siew Hui，1984年7月20日—），原名楊㛢僡，馬來西亞籍香港女演員及主持，曾是無綫電視經理人合約藝員。

## 簡歷

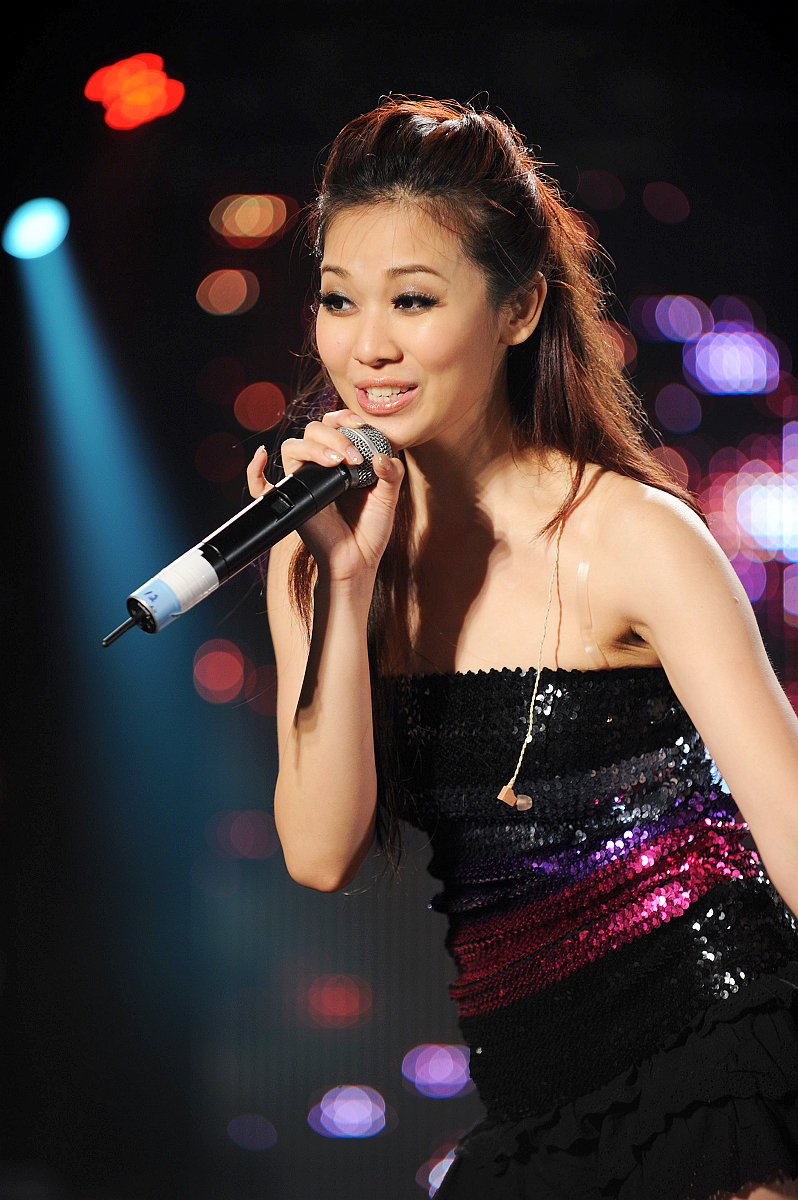
攝於 Taste Of Asia 2010（2010年6月27日）

1984年，楊秀惠出生於馬來西亞柔佛州新山市，有一兄一妹，父母經營天花板工程生意。2003年，她參加由當地電視台舉辦的《馬來西亞華裔小姐競選》，並贏得冠軍、「最上鏡小姐」、「完美體態小姐」、「清新可人小姐」和「優雅小姐」等五項殊榮，繼而參加《2004年國際華裔小姐》，雖然最終未能贏取獎項（五強止步），卻獲無綫電視賞識且簽約成為旗下藝人。2010年，她曾於司徒法正、林以諾牧師主持的《以•法 相對論》論壇內，透露自己中學時隨哥哥信奉基督教，但還未正式接受洗禮。
2013年，楊秀惠投資逾百萬開設「楊秀惠美妝店」，從事美容產品代理生意，業務現時已擴充至新加坡、馬來西亞、澳門及海外地區；2015年在《鬼同你OT》中飾演「羅麗花（Lolita、蜘蛛精）」一角受到觀眾注目，更獲支持競逐《萬千星輝頒獎典禮2015》「最佳女配角」或「飛躍進步女藝員」兩個獎項，最後被提名「最佳女配角」和「最受歡迎電視女角色」。2018年，她在《大帥哥》裏飾演「艾妞」，演技再次得到網民讚賞與認同。近年亦成為無綫電視監製方駿釗、徐正康及王偉仁的常用演員。
2020年，楊秀惠在《十八年後的終極告白》飾演聾啞人士「謝家倩」，在拍攝前花了數月學習和練習手語。同年5月，她選擇與無綫電視提早解約，結束16年的賓主關係，並專心發展美容生意和照顧家庭，《十八年後的終極告白》成為其告別作，但不排除將來會再拍攝劇集。另外，她曾演出多部電視劇，較著名的角色包括「葉菁」（《赤沙印記@四葉草.2》）、「凌心怡」（《法證先鋒》及《法證先鋒II》）、「宋芷喬」（《野蠻奶奶大戰戈師奶》）、「徐希敏」（《Click入黃金屋》）、「范小莉」（《讀心神探》）、「孫家碧」（《仁心解碼》）、「芸妃」（《萬凰之王》）、「德妃」（《造王者》）等。
2020年10月底，楊秀惠創辦了線上課程學院「VY Academy」，為香港首個 Shopify 官方認證的教育伙伴。

## 個人生活
楊秀惠曾與香港歌手孫耀威拍拖，後謠傳因男方另結新歡而分手。2019年，她与圈外男友叶世扬在海外秘婚，9月底赴香港婚姻登記處递交结婚通知书，随后回马来西亚办理注册手续。2020年4月27日，楊秀惠在馬來西亞透過社交網站宣佈已誕下女兒。2022年2月14日，她在社交網站宣布誕下幼女。

## 事件

### 澄清虛假錄音內容
2019年11月，網上流傳一段錄音指楊秀惠哭訴其胞姊因政見問題而被反修例抗爭者「私了（即私下以武力教訓親共異見者）」，將眼部和肋骨打至嚴重受傷。同月22日，她透過面書專頁澄清錄音聲帶不是自己，自己也沒有胞姊，其家人現居於馬來西亞。

## 演出作品

### 電視劇（無綫電視）
| 首播                    | 劇名                 | 角色                       |
| 2004年                  |                      |                            |
| 10月3日 - 2005年1月3日  | 赤沙印記@四葉草.2    | 葉 菁                      |
| 2005年                  |                      |                            |
| 8月15日 - 9月23日       | 酒店風雲             | 模特兒                     |
| 9月26日 - 10月21日      | 人間蒸發             | 林欣欣                     |
| 2006年                  |                      |                            |
| 2月20日 - 3月17日       | 天幕下的戀人         | 李采恩（BiBi）             |
| 6月13日 - 7月16日       | 法證先鋒             | 凌心怡（Josie）            |
| 2007年                  |                      |                            |
| 7月16日 - 10月5日       | 歲月風雲             | Carman                     |
| 8月19日 - 10月21日      | 森之愛情             | 阿 晴（Joanna）            |
| 10月8日 - 11月24日      | 通天幹探             | 梅 妹（上海妹）            |
| 10月8日 - 11月2日       | 奸人堅               | 凌玉碧                     |
| 2008年                  |                      |                            |
| 1月1 - 27日             | 野蠻奶奶大戰戈師奶   | 宋芷喬（Athena）           |
| 5月19日 - 6月28日       | 法證先鋒II           | 凌心怡（Josie）            |
| 12月8日 - 2009年1月2日  | Click入黃金屋        | 徐希敏（Hillary）          |
| 2009年                  |                      |                            |
| 9月26日 - 10月24日      | 廉政行動2009         | 何麗文（Mandy）            |
| 2010年                  |                      |                            |
| 1月11日 - 2月12日       | 五味人生             | 王金鳳（Susie）            |
| 8月9日 - 9月17日        | 摘星之旅             | 方麗霞                     |
| 10月4 - 29日            | 讀心神探             | 范小莉                     |
| 2011年                  |                      |                            |
| 1月10日 - 2月5日        | 仁心解碼             | 孫家碧                     |
| 2月21日 - 4月2日        | Only You 只有您      | 韓芷瑤（Vivian）           |
| 10月31日 - 12月4日      | 萬凰之王             | 那拉·慕芸（芸妃）          |
| 2012年                  |                      |                            |
| 3月19日 - 4月13日       | 當旺爸爸             | 江翠絲                     |
| 8月13日 - 9月15日       | 造王者               | 德 妃                      |
| 2013年                  |                      |                            |
| 1月21日 - 2月15日       | 初五啟市錄           | 黃大英                     |
| 4月22日 - 5月31日       | 金枝慾孽貳           | 章映琴                     |
| 5月16日 - 6月12日       | 千謊百計             | 孫滬生                     |
| 7月15日 - 9月6日        | 衝上雲霄II           | 旅 客                      |
| 8月12日 - 9月22日       | 情逆三世緣           | 淑 妃                      |
| 2014年                  |                      |                            |
| 1月20日 - 2月14日       | 單戀雙城             | 劉 音（Yvonne）            |
| 3月17日 - 4月18日       | 叛逃                 | 楊樂敏                     |
| 4月5日 - 5月3日         | 廉政行動2014         | 梁丹丹（單元：《財迷》）   |
| 7月14日 - 8月22日       | 忠奸人               | 楊漫冰（Icy）              |
| 2015年                  |                      |                            |
| 3月2 - 27日             | 天眼                 | 韓 晨                      |
| 7月13日 - 8月7日        | 鬼同你OT             | 羅麗花（Lolita）           |
| 2016年                  |                      |                            |
| 2月29日 - 3月19日       | 潮流教主             | 徐以芯（Ada）              |
| 8月29日 - 9月18日       | 為食神探             | 李亞彩                     |
| 10月17日 - 11月20日     | 來自喵喵星的妳       | 藍蒂莎（Natasha）          |
| 2017年                  |                      |                            |
| 4月3 - 30日             | 心理追兇 Mind Hunter | 楊巧敏（Mandy、Dr. Yeung） |
| 2018年                  |                      |                            |
| 4月2日 - 8月21日        | 愛·回家之開心速遞    | 湯圓圓（Ms Tong）          |
| 12月3日 - 2019年1月11日 | 大帥哥               | 艾 妞                      |
| 2020年                  |                      |                            |
| 4月20日 - 5月15日       | 十八年後的終極告白   | 謝家倩（阿倩）             |

### 電視劇（馬來西亞）
| 首播   | 劇名   | 角色   |
| 2005年 |        |        |
|        | 靈犀草 | Vivien |
| 2006年 |        |        |
|        | 兩斤肉 | 姚美芬 |

### 電影
| 首映     | 電影名                                 | 角色             |
| 2005年   |                                        |                  |
| 8月25日  | 擁抱每一刻花火                         | 阿 V             |
| 2007年   |                                        |                  |
| 12月19日 | 分手公司（孫耀威音樂電影）             | 女朋友           |
| 2008年   |                                        |                  |
| 8月2日   | 親愛的                                 | Maggie           |
| 2011年   |                                        |                  |
| 2月3日   | 我愛HK開心萬歲                         | 古裝小姐         |
| 2013年   |                                        |                  |
|          | 笑口長開（馬來西亞電影）               | 業 主            |
| 6月29日  | 愛神搭錯線 White Man（無綫電視微電影） | 方麗絲（Vivian） |
| 2016年   |                                        |                  |
| 4月21日  | 刑警兄弟                               | 情 侶            |

### 主持節目（無綫電視）
| 首播                   | 節目名                   | 備註                         |
| 2004年                 |                          |                              |
|                        | 全講風生水起             | 翡翠台；主持                 |
|                        | 娛樂最前綫               | TVB8；主持                   |
| 2005年                 |                          |                              |
|                        | 紅粉特工隊               | TVB8；主持                   |
|                        | 食神探路                 | TVB8；主持                   |
| 2006年                 |                          |                              |
|                        | 超級愛美神               | TVB8；主持                   |
| 9月17日                | TVB8全球華人新秀歌唱大賽 | TVB8；主持                   |
| 2009年                 |                          |                              |
|                        | 情迷TVB戲劇之王          | TVB8；主持                   |
| 2011年                 |                          |                              |
| 6月12日 - 7月10日      | 為食總司令               | 翡翠台；第二輯：吉隆坡篇主持 |
| 2011 - 2016年          |                          |                              |
| 4月9日 - 2016年10月7日 | 姊妹淘                   | J2；主持                     |

### 綜藝節目（無綫電視）
| 首播            | 節目名             | 備註                                        |
| 2010年          |                    |                                             |
| 6月9日          | 今日VIP            | 嘉賓                                        |
| 10月2日         | 千奇百趣Summer Fun | Party 嘉賓                                  |
| 2011年          |                    |                                             |
| 1月4日          | 千奇百趣Winter Fun | 第16集嘉賓                                  |
| 8月1日          | 千奇百趣省港澳     | 第1集嘉賓                                   |
| 2014年          |                    |                                             |
| 7月25日         | 今日VIP            | 嘉賓                                        |
| 2015年          |                    |                                             |
| 7月30日         | 超強選擇1分鐘      | 第9集嘉賓                                   |
| 2016年          |                    |                                             |
| 2月14日         | Sunday好戲王       | 第5集嘉賓                                   |
| 3月18日         | 今日VIP            | 嘉賓                                        |
| 5月1日、6月18日 | 男人食堂           | 第8集嘉賓；演出短劇（只於 myTV SUPER 播出） |
| 10月30日        | 我愛香港           | 第11集嘉賓                                  |
| 2019年          |                    |                                             |
| 5月31日         | 娛樂大家           | 第11集嘉賓                                  |

### 音樂錄像
| 首播   | 歌名              | 歌手   |
| 2004年 |                   |        |
|        | 放開              | 年少   |
|        | 緋聞男友          | 劉浩龍 |
|        | 二等天使          | 劉浩龍 |
| 2005年 |                   |        |
|        | 三角兩面          | 鄭嘉穎 |
|        | 一生何求          | 古巨基 |
|        | 勞斯·萊斯         | 何韻詩 |
|        | 愛你便愛（TVB版） | 王浩信 |
| 2008年 |                   |        |
|        | 無愁無怨          | 陳曉東 |

### 其他

#### 無綫月曆
- 2006年9 / 10月 - 陳豪、蒙嘉慧、馬國明、鄭健樂、楊怡、馬浚偉、陳山聰、黃長興
- 2007年6月 - 黎諾懿、徐子珊、黃長興
- 2008年1月 - 陳智燊、鍾嘉欣、林峯、高鈞賢
- 2009年8月 - 陳法拉、胡定欣、徐淑敏、葉翠翠、李亞男、呂慧儀、陳自瑤
- 2013年8月 - 高海宁、林夏薇、唐诗咏、马赛、龚嘉欣
- 2014年8月 - 王浩信、朱璇、羅仲謙、葉翠翠、梁烈唯、沈卓盈

## 音樂作品

### 個人 / 合唱歌曲
| 首播    | 歌名       | 備註                                     |
| 2006年  |            |                                          |
|         | 別怪他     | 收錄於《金牌女兒紅》專輯內               |
| 2007年  |            |                                          |
| 7月17日 | 魔法奇幻變 | 日本動畫《雙子公主》主題曲，與陳美詩合唱 |

## 曾獲獎項與提名
| 日期     | 獎項                                                                            | 結果 |
| 2006年   |                                                                                 |      |
| 11月10日 | 萬千星輝頒獎典禮2006 - 飛躍進步女藝員 （凌心怡 ——《法證先鋒》）                 | 提名 |
| 2011年   |                                                                                 |      |
| 12月5日  | 萬千星輝頒獎典禮2011 - 最佳女配角（孫家碧 ——《仁心解碼》）                      | 提名 |
| 2015年   |                                                                                 |      |
| 12月13日 | 萬千星輝頒獎典禮2015 - 最佳女配角、最受歡迎電視女角色 （羅麗花 ——《鬼同你OT》） | 提名 |
| 2016年   |                                                                                 |      |
| 12月16日 | 觀眾在民間電視大奬2016「民選飛躍女藝員」                                        | 提名 |
| 12月18日 | 萬千星輝頒獎典禮2016 - 最佳女配角（藍蒂莎 ——《來自喵喵星的妳》）                | 提名 |
| 2017年   |                                                                                 |      |
| 1月21日  | 萬千星輝頒獎典禮2017 - 最佳女配角（杨巧敏 ——《心理追凶 Mind Hunter》）          | 提名 |
| 2018年   |                                                                                 |      |
| 12月16日 | 萬千星輝頒獎典禮2018 - 最佳女配角（艾妞 ——《大帥哥》）                          | 提名 |
| 12月17日 | 2018香港電視大獎 - 女配角獎（劇集）（艾妞 ——《大帥哥》）                        | 提名 |
| 2021年   |                                                                                 |      |
| 1月10日  | 萬千星輝頒獎典禮2020 - 最受歡迎電視女角色（謝家倩 ——《十八年後的終極告白》）    | 提名 |